# Lyngfell
Lyngfell är en kulle i Island. Den ligger i regionen Suðurland, 170 km öster om huvudstaden Reykjavík. Toppen på Lyngfell är 719 meter över havet.
Trakten runt Lyngfell är nära nog obefolkad, med mindre än två invånare per kvadratkilometer. Det finns inga samhällen i närheten. Trakten runt Lyngfell består i huvudsak av gräsmarker.